# Nils Schumann
Pour les articles homonymes, voir Schumann (homonymie).
Nils Schumann, né le 20 mai 1978 à Bad Frankenhausen, est un athlète allemand, spécialiste du 800 mètres.

## Biographie
Licencié au Sportclub Magdebourg, il fait ses débuts sur la scène internationale en 1996 en se classant cinquième des championnats du monde juniors, à Sydney. Dès l'année suivante, il remporte son premier titre international senior en terminant premier des Championnats d'Europe en salle, à Valence, en Espagne. Il confirme son rang dès l'été suivant aux Championnats d'Europe de Budapest en s'adjugeant le titre en plein air du 800 m en 1 min 44 s 89, devant le Suisse André Bucher et le Tchèque Lukáš Vydra. Sélectionné dans l'équipe d'Allemagne lors de la 7e Coupe du monde des nations, il s'impose sur 800 m devant l'Américain Mark Everett.
En 2000, il se classe deuxième des Championnats d'Europe en salle, à Gand, derrière le Russe Yuriy Borzakovskiy. Il participe en septembre aux Jeux olympiques de Sydney et parvient à s'imposer en finale en 1 min 45 s 08, en devançant notamment le Danois Wilson Kipketer, grand favori de l'épreuve. Il devient le premier athlète allemand titré sur cette distance lors des Jeux olympiques.
Cinquième des Championnats du monde 2001, il monte sur la troisième marche du podium des Championnats d'Europe 2002, à Munich, devancé par Wilson Kipketer et André Bucher.
Il remporte quatre titres de champion d'Allemagne du 800 m: deux en plein air en 1999 et 2000, et deux en salle en 1998 et 2000. 

### Palmarès
| Date | Compétition                    | Lieu         | Résultat | Performance   |
| ---- | ------------------------------ | ------------ | -------- | ------------- |
| 1998 | Championnats d'Europe en salle | Valence      | 1er      | 1 min 47 s 02 |
| 1998 | Championnats d'Europe          | Budapest     | 1er      | 1 min 44 s 89 |
| 1998 | Coupe du monde des nations     | Johannesburg | 1er      | 1 min 48 s 66 |
| 1999 | Championnats du monde          | Séville      | 8e       | 1 min 46 s 79 |
| 2000 | Championnats d'Europe en salle | Gand         | 2e       | 1 min 48 s 41 |
| 2000 | Jeux olympiques                | Sydney       | 1er      | 1 min 45 s 08 |
| 2001 | Championnats du monde          | Edmonton     | 5e       | 1 min 45 s 00 |
| 2002 | Championnats d'Europe          | Munich       | 3e       | 1 min 47 s 60 |
| 2002 | Coupe du monde des nations     | Madrid       | 5e       | 1 min 45 s 34 |

### Records
| Épreuve | Épreuve   | Performance   | Lieu      | Date           |
| ------- | --------- | ------------- | --------- | -------------- |
| 800 m   | Plein air | 1 min 44 s 16 | Bruxelles | 30 août 2002   |
| 800 m   | Salle     | 1 min 45 s 57 | Stuttgart | 2 février 2003 |